# Francolino José Gonçalves
 (juillet 2025).
Motif : Pas ou peu de sources centrées.
- Archive Wikiwix
- Bing
- Cairn
- DuckDuckGo
- E. Universalis
- Gallica
- Google
- G. Books
- G. News
- G. Scholar
- Persée
- Qwant
- (zh) Baidu
- (ru) Yandex

| 1. | Préciser le motif de la pose du bandeau. | Précisez le motif de la pose du bandeau en utilisant la syntaxe suivante : {{admissibilité à vérifier\|date=août 2025\|motif=remplacez ce texte par le motif}}                                 |
| 2. | Informer les utilisateurs concernés.     | Pensez à avertir le créateur de l'article, par exemple, en insérant le code ci-dessous sur sa page de discussion : {{subst:avertissement admissibilité à vérifier\|Francolino José Gonçalves}} |

Francolino José Gonçalves (1943-2017), né à Corujas (Portugal), dominicain, exégète biblique de l’Ancien Testament, enseignant à l'École biblique et archéologique française de Jérusalem, a publié des travaux importants sur les prophètes et l’histoire d’Israël et de Juda autour du VIIIe siècle av. J.-C.

## Travaux
La première recherche d’envergure menée par F.J. Gonçalves consiste à étudier les attaques assyriennes de Sennachérib au Levant et, en particulier, contre le royaume de Juda en 701 av. J.-C. à partir de la documentation des prophètes de la Bible hébraïque,. Dès lors, il ne cesse d’étudier cette littérature prophétique en historien, aboutissant à une proposition théorique qu’il ne peut mener à son terme. Travailleur infatigable mais scrupuleux, ses travaux sont éparpillés dans des revues et des livres collectifs en portugais et en français.

## Théorie des deux yahwismes
S'appuyant au préalable sur deux textes prophétiques courts et parmi les plus anciens, Gonçalves considère qu’ils reflètent chacun une forme de yahwisme distincte de l’autre : le livre d’Amos reflète une religion relativement banale au Proche-Orient ancien, fondée sur un mythe de création et la fonction royale, tandis que le livre d’Osée montre une religion plus atypique, fondée sur un récit historique de migration ou d'exode, et une relation directe et exclusive à un peuple spécifique considéré comme l'épouse ou le fils de Yhwh. Selon Gonçalves, ces deux formes de yahwisme ont fusionné au fil du temps, après les chutes des royaumes d’Israël puis de Juda, pour donner le monothéisme biblique : mythe de création, la Genèse, et récit de migration, l'Exode. Depuis les travaux de l’archéologue Israël Finkelstein, le peuple migrant n’est pas Israël, confédération intertribale autochtone dans la région des collines selon la fameuse inscription de Mérenptah. Il faut donc considérer qu’il s’agit d’un groupe humain restreint venant du Sud, emmenant avec lui son dieu et ses conceptions (monolâtrie, aniconisme). Le récit biblique est ainsi un récit inversé : « L’histoire contée est celle d’un peuple allochtone pour un dieu autochtone alors qu’il s’agit précisément du contraire : un dieu allochtone pour un peuple autochtone ». Seule la théorie de Gonçalves d'un yahwisme familial, ancré dans des rapports de parenté spécifiques, est en mesure de dévoiler l'énigme du dieu jaloux tel que la Bible le présente.

## Publications
- L'expédition de Sennachérib en Palestine dans la littérature hébraïque ancienne, coll. Études bibliques, Paris, Gabalda, 1986.
- Les prophètes écrivains étaient-ils des nby'ym ?" M. Daviau, J.W. Wevers, M. Weigl (ed.), The World of the Arameans I, Sheffield, Academic Press, 2001, p. 144-185.
- Deux systèmes religieux dans l'Ancien Testament: de la concurrence à la convergence, Annuaire de l'École pratique des hautes études, section des Sciences religieuses, 115, 2008, p. 117-122.
- Fondements du message social des prophètes, A. Lemaire (ed.), Congress Volume Ljubljana 2007, Leiden-Boston, Brill, 2010, p. 597-620.
- Thomas L. Thompson, Francolino J. Gonçalves et Jean-Marie van Cangh, Toponymie palestinienne : plaine de St Jean d'Acre et corridor de Jérusalem, Université catholique de Louvain, Institut orientaliste, 1988.